# SRC13
SRC13（エスアールシー・サーティーン）は、日本の総合格闘技団体「SRC」の大会の一つ。2010年6月20日、東京都墨田区の両国国技館で開催された。

## 大会概要
メインイベントではSRCフェザー級チャンピオンシップが行われ、挑戦者マルロン・サンドロが王者金原正徳にKO勝ちし、新王者となった。
SRCウェルター級グランプリシリーズ2010が開幕。1回戦Aゾーン2試合が行なわれ、中村K太郎と和田拓也が準決勝進出を決めた。
第3試合の大澤茂樹対戸井田カツヤの試合は戸井田の膝蹴りが大澤の股間に入り試合続行不可能になったため戸井田の反則負けと一度は裁定されたものの、試合後の戸井田側からの提訴を受け協議した結果、膝蹴りが股間に入ったかどうかの判断が難しいため試合不成立（ノーコンテスト）と裁定が変更された。
また、この大会より階級規定が改定された。
| 階級名称       | 改定前     | 改定後     |
| -------------- | ---------- | ---------- |
| ヘビー級       | 93.1kg以上 | 93.1kg以上 |
| ライトヘビー級 | 93.0kg以下 | 93.0kg以下 |
| ミドル級       | 83.0kg以下 | 83.9kg以下 |
| ウェルター級   | 76.0kg以下 | 77.1kg以下 |
| ライト級       | 70.0kg以下 | 70.3kg以下 |
| フェザー級     | 65.0kg以下 | 65.8kg以下 |
| バンタム級     | 60.0kg以下 | 61.2kg以下 |

## 試合結果

### オープニングファイト
オープニングファイト ミドル級ワンマッチ 5分2R
○  ナム・イェウォン vs.  一慶 ×
1R 3:03 チョークスリーパー
オープニングファイト ライト級ワンマッチ 5分2R
○  徳留一樹 vs.  石塚雄馬 ×
1R 3:22 TKO（レフェリーストップ：パウンド）

### 本戦カード
第1試合 ライトヘビー級ワンマッチ 5分3R
○  川村亮 vs.  入江秀忠 ×
2R 3:00 TKO（レフェリーストップ：スタンドパンチ連打）
第2試合 フェザー級ワンマッチ 5分3R
○  チェ・ドゥホ vs.  臼田育男 ×
3R終了 判定2-1（30-29、28-30、29-29※ドゥホ優勢）
第3試合 フェザー級ワンマッチ 5分3R
－  大澤茂樹 vs.  戸井田カツヤ －
3R 1:35 ノーコンテスト（ローブロー）
第4試合 ウェルター級グランプリシリーズ2010 1回戦 Aゾーン 5分3R
○  和田拓也 vs.  イ・ジェソン ×
3R終了 判定2-1（30-29、29-29※ジェソン優勢、28-28※和田優勢）
※和田が準決勝進出。
第5試合 ウェルター級グランプリシリーズ2010 1回戦 Aゾーン 5分3R
○  中村K太郎 vs.  オマール・デ・ラ・クルーズ ×
2R 3:53 TKO（レフェリーストップ：パウンド）
※中村が準決勝進出。
第6試合 ライト級ワンマッチ 5分3R
○  真騎士 vs.  ホドリゴ・ダム ×
2R 0:45 TKO（レフェリーストップ：右ストレート→パウンド）
第7試合 ウェルター級ワンマッチ 5分3R
○  Yasubei榎本 vs.  菊田早苗 ×
1R 3:57 TKO（レフェリーストップ：右アッパー→パウンド）
第8試合 ライトヘビー級ワンマッチ 5分3R
○  泉浩 vs.  イ・チャンソブ ×
1R 4:37 TKO（レフェリーストップ：パウンド）
第9試合 SRCフェザー級チャンピオンシップ 5分5R
○  マルロン・サンドロ vs.  金原正徳 ×
1R 0:38 KO（右アッパー）
※サンドロが王座獲得に成功。